# Duncan (Arizona)
Duncan é uma vila localizada no estado americano do Arizona, no condado de Greenlee. Foi incorporada em 1938.

## Geografia
De acordo com o United States Census Bureau, a vila tem uma área de 5,6 km², onde todos os 5,6 km² estão cobertos por terra.

### Localidades na vizinhança
O diagrama seguinte representa as localidades num raio de 64 km ao redor de Duncan. 

## Demografia
Segundo o censo nacional de 2010, a sua população é de 696 habitantes e sua densidade populacional é de 124,4 hab/km². Possui 398 residências, que resulta em uma densidade de 71,1 residências/km².